# Bigotteri
Bigotteri (från franska bigot) är en nedsättande term (pejorativ), som ungefär betyder skenhelighet. Ordet har framförallt använts inom den konfessionella polemiken och då oftast om romerska katoliker. Under upplysningstiden användes det ibland som en beteckning på alla kristna som ville ta sin tro på allvar, till exempel pietisterna.
En förklaring till ordets ursprung är att det kommer från tyskans bei Gott – 'vid Gud'. Vilket Gånge Rolf ska ha sagt när han vägrade kyssa frankernas kungs fot, i samband med att han gifte sig med dennes dotter. En mera trovärdig förklaring, framförd av Egon Friedell, är att det kommer från det vulgärlatinska namnet för visigoter. Enligt den här förklaringen omvandlades latinets visi'gothi till bigot genom att det inledande v:et började uttalas som b och den andra stavelsen blev stum (jfr. modern spanska respektive franska). 
Anatoly Liberman, professor vid Department of German, Nordic, Slavic and Dutch på universitetet i Minnesota, behandlar i ett blogginlägg på den ansedda bloggen ”The Oxford Etymologist” ursprunget till ordet bigot. Hans slutsats, efter att även ha övervägt båda förklaringarna i ovanstående stycke, är att den trovärdigaste förklaringen till ordets ursprung är den som franske lingvisten Maurice Grammont föreslagit: att bigot är en förkortning av Albigot, en grupp kättare som florerade i södra Frankrike under 1100- och 1200-talet, den plats och tidpunkt då ordet bigot för första gången verkar ha uppkommit.
I franska språket syftar bigoterie på hängivenhet till detaljer och det formella samt att ta saker bokstavligt på ett närmast vidskepligt sätt. Vilket möjligen kan förklaras av att Västgoternas gemensamma och detaljerad lag (lex visigothorum), för deras land i nuvarande Spanien, anses ha haft en starkt teokratisk ton. När ordet bigot kom till engelskan var det i betydelsen religiös hycklare. Men betydelsen har sen skiftat till att idag avse någon som är envist hängiven (irrationella) fördomar och är intolerant mot andra som inte delar deras synsätt. Ofta användas det om personer som är fientligt inställda mot människor av annat ursprung, annan nationalitet, sexuell läggning eller religion. I tyskan har ordet samma betydelse som i svenskan.